# Ishmaa'ily Kitchen
(en) Statistiques sur pro-football-reference
Ishmaa'ily "Ish" Yuwsha Kitchen, né le 24 août 1988 à Youngstown dans l'État d'Ohio aux États-Unis, est un Américain, joueur professionnel de football américain.
Il joue au poste de nose tackle au niveau universitaire pour les Golden Flashes de l'université d'État de Kent mais n'est ensuite pas choisi lors de la draft 2012 de la NFL.
Il est néanmoins engagé par la franchise des Ravens de Baltimore comme agent libre non drafté en 2012. Il joue ensuite pour les Browns de Cleveland, les Lions de Détroit, les Patriots de la Nouvelle-Angleterre et les Buccaneers de Tampa Bay mais après la pré-saison 2016, il n'est plus engagé par une franchise NFL.

## Carrière universitaire
En 2007 pour sa première année à l'université d'État de Kent, il reçoit le statut de redshirt et ne participe à aucun match des Golden Flashes.
En 2008, lors de son année freshman, il intègre la ligne défensive de l'équipe à l'occasion de 12 matchs. Le 20 septembre 2008, contre les Ragin' Cajuns de l'université de Louisiane à Lafayette, il effectue 4 tackles sur le match ce qui constitue un record de la saison. Il la termine avec un total de 17 tackles.
En 2009, comme sophomore,, Kitchens participe aux douze matchs de son équipe et totalise en fin de saison ½ sack et treize tackles dont 2,5 pour perte.
En 2010, comme junior, il joue à nouveau les douze matchs et totalise 22 tackles et 3 sacks.
En 2011, au cours de sa dernière année comme senior, il manque trois matchs pour blessure et n'est titularisé qu'à l'occasion de 6 matchs au poste de nose tackle. Il totalise sur la saison 13 tackles sans aucun sack.

### Statistiques NCAA
| Année  | Équipe                       | Statut | MJ |       | Plaquages | Plaquages | Plaquages | Plaquages |       | Interceptions | Interceptions | Interceptions | Interceptions |  | Fumbles | Fumbles |
| Année  | Équipe                       | Statut | MJ | Total | Seul      | Ast.      | Sacks     | Nb.       | Yards | Déf.          | TD            | Nb.           | Rec.          |  |         |         |
| 2008   | Golden Flashes de Kent State | Fr     | 12 | 17    | 7         | 10        | 0,0       | 0         | 0     | 0             | 0             | 0             | 0             |  |         |         |
| 2009   | Golden Flashes de Kent State | SO     | 12 | 13    | 8         | 5         | 0,5       | 0         | 0     | 0             | 0             | 0             | 0             |  |         |         |
| 2010   | Golden Flashes de Kent State | JR     | 12 | 22    | 11        | 11        | 3,0       | 0         | 0     | 0             | 0             | 0             | 0             |  |         |         |
| 2011   | Golden Flashes de Kent State | SR     | 9  | 13    | 3         | 10        | 0,0       | 0         | 0     | 0             | 0             | 0             | 1             |  |         |         |
| Totaux | Totaux                       | Totaux | 45 | 65    | 29        | 36        | 3,5       | 0         | 0     | 0             | 0             | 0             | 1             |  |         |         |

## Carrière professionnelle
Aucune équipe ne sélectionne Kitchen lors de la draft 2012 de la NFL.

### Ravens de Baltimore
Il signe avec les Ravens de Baltimore en tant qu'agent libre. Le 31 août 2012, il est libéré.

### Browns de Cleveland
Le 1er septembre 2012, les Browns de Cleveland le réclament. Pendant la saison 2014-2015, Kitchen invente une nouvelle danse de sack appelée « Kitchen Slam ». Pendant cette célébration, Kitchen agit comme s'il remuait un pot de pâte dans la cuisine et le claque ensuite sur le sol. Sa danse de sack fait fureur. Elle a depuis été élue meilleure danse de la NFL. Kitchen est libéré par les Browns le 1er septembre 2015.

### Lions de Détroit
Le 8 octobre 2015 Kitchen signe avec les Lions de Détroit mais ils le libèrent le 23 octobre.

### Patriots de la Nouvelle-Angleterre
Le 8 décembre 2015, il est signé et intègre le roster des Patriots de la Nouvelle-Angleterre. Cependant, le 22 décembre, il est libéré pour permettre à Steven Jackson d'intégrer l'équipe. Il est re-signé le 30 décembre mais est finalement libéré le 15 avril 2016.

### Buccaneers de Tampa Bay
Le 15 août 2016 Kitchen signe chez les Buccaneers de Tampa Bay mais il est libéré le 23 août.

## Statistiques NFL
| Année  | Équipe                             | MJ     |       | Plaquages | Plaquages | Plaquages | Plaquages |       | Interceptions | Interceptions | Interceptions | Interceptions |  | Fumbles | Fumbles |
| Année  | Équipe                             | MJ     | Total | Seul      | Ast.      | Sacks     | Nb.       | Yards | Déf.          | TD            | Nb.           | Rec.          |  |         |         |
| 2012   | Browns de Cleveland                | 15     | 17    | 6         | 11        | 0,0       | 0         | 0     | 0             | 0             | 0             | 0             |  |         |         |
| 2013   | Browns de Cleveland                | 13     | 18    | 7         | 11        | 0,0       | 0         | 0     | 0             | 0             | 0             | 0             |  |         |         |
| 2014   | Browns de Cleveland                | 12     | 43    | 13        | 30        | 0,0       | 0         | 0     | 0             | 0             | 0             | 0             |  |         |         |
| 2015   | Lions de Détroit                   | 1      | 0     | 0         | 0         | 0,0       | 0         | 0     | 0             | 0             | 0             | 0             |  |         |         |
| 2015   | Patriots de la Nouvelle-Angleterre | 1      | 0     | 0         | 0         | 0,0       | 0         | 0     | 0             | 0             | 0             | 0             |  |         |         |
| Totaux | Totaux                             | Totaux | 78    | 26        | 52        | 0,0       | 0         | 0     | 0             | 0             | 0             | 0             |  |         |         |